# 大天井ヶ岳
大天井ヶ岳（おおてんじょうがたけ）は、奈良県天川村・黒滝村・川上村に跨る標高1,439 mの山。大峰山脈の北部に位置する。奈良百遊山に選定されている。
山体は大峰山脈の主稜線を構成し、大峯奥駈道のルート上にある。山頂には展望はあるが視界は広くない。北稜に二蔵宿小屋がある。山体の東には標高1,000m前後まで舗装された林道が通る（林道吉野大峯線・林道高原洞川線）。西麓には洞川スキー場（スノーパーク洞川）がある。

## 画像

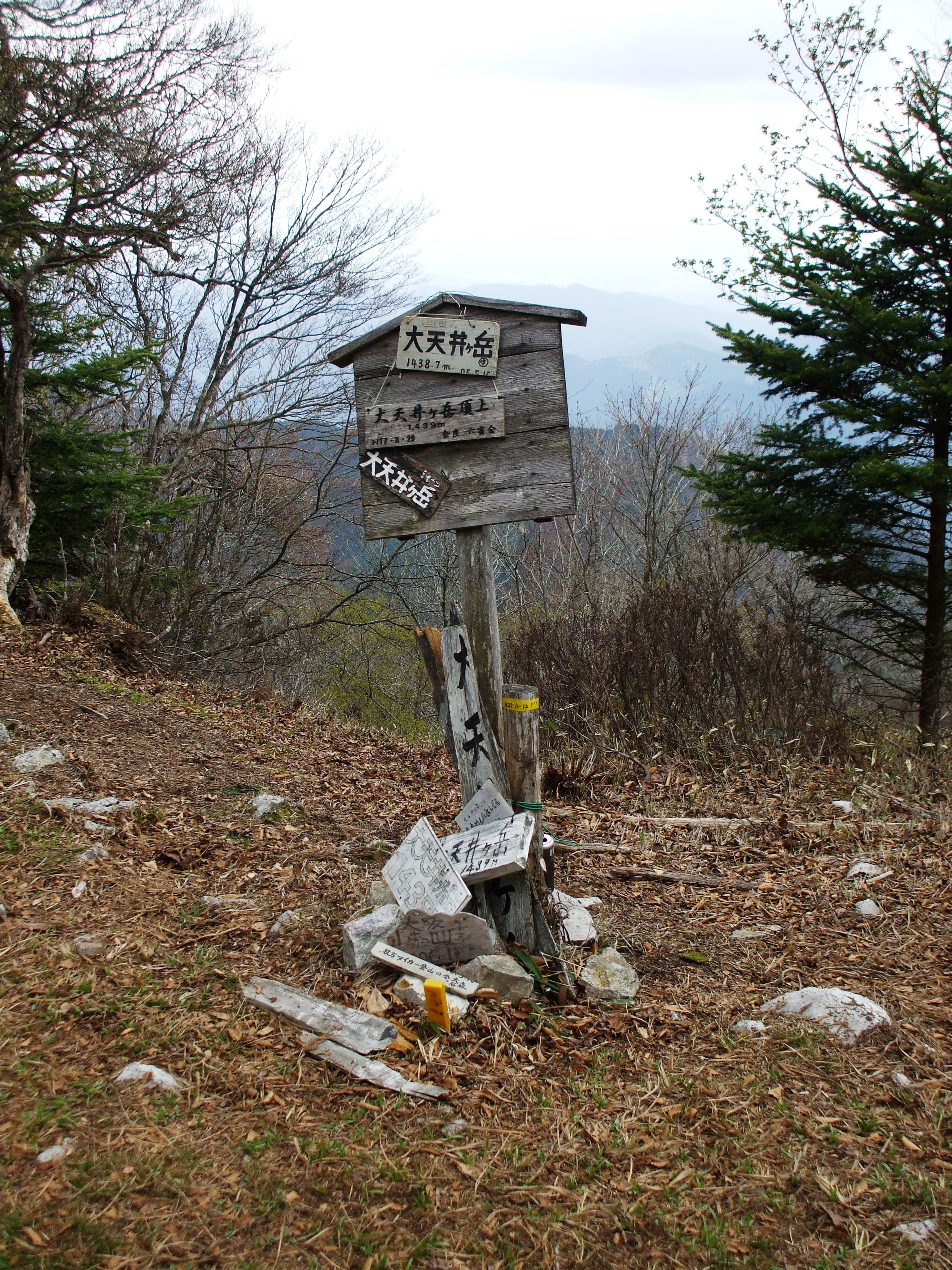
山頂標 2009年
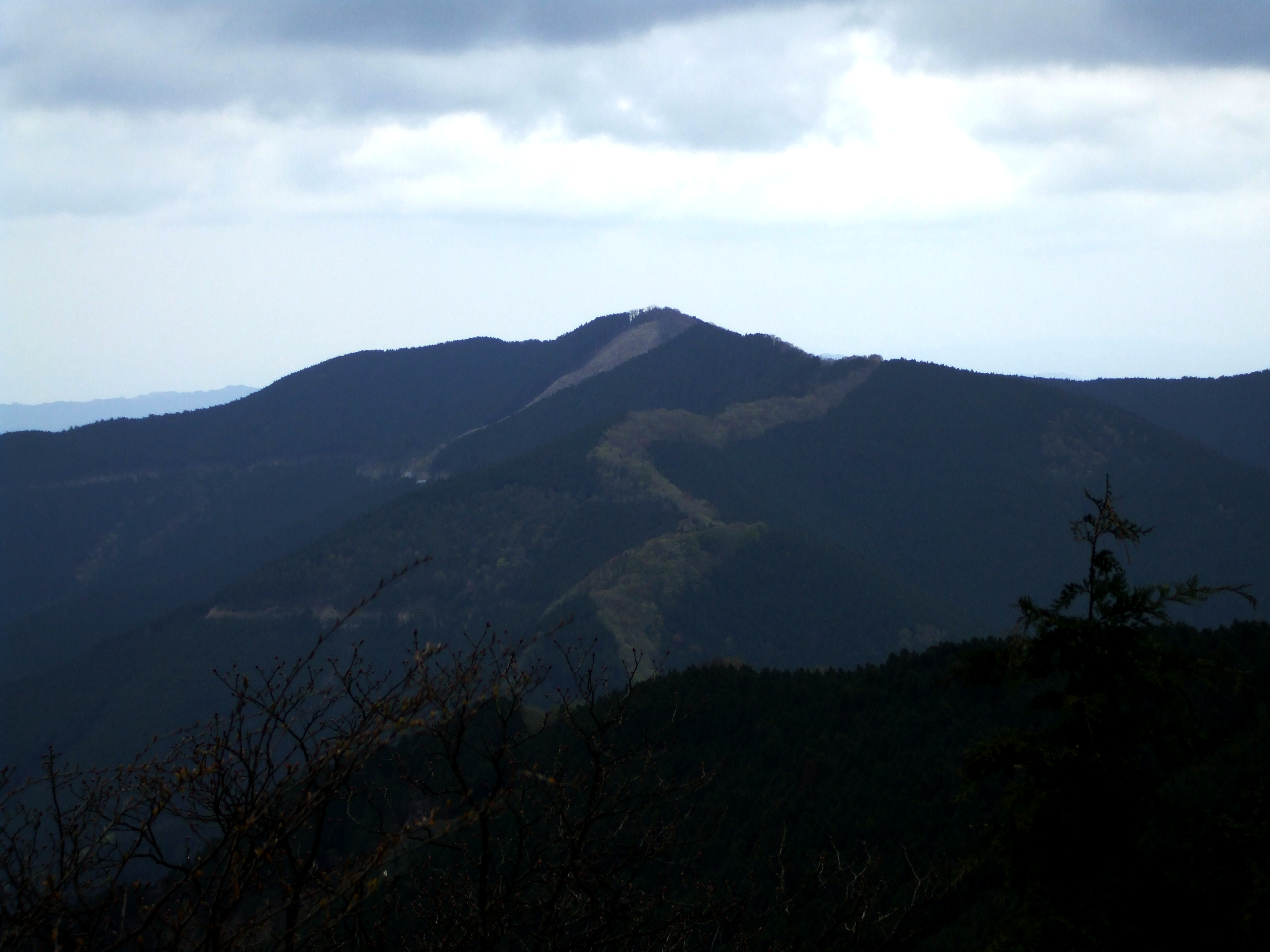
山頂から北に四寸岩山を望む
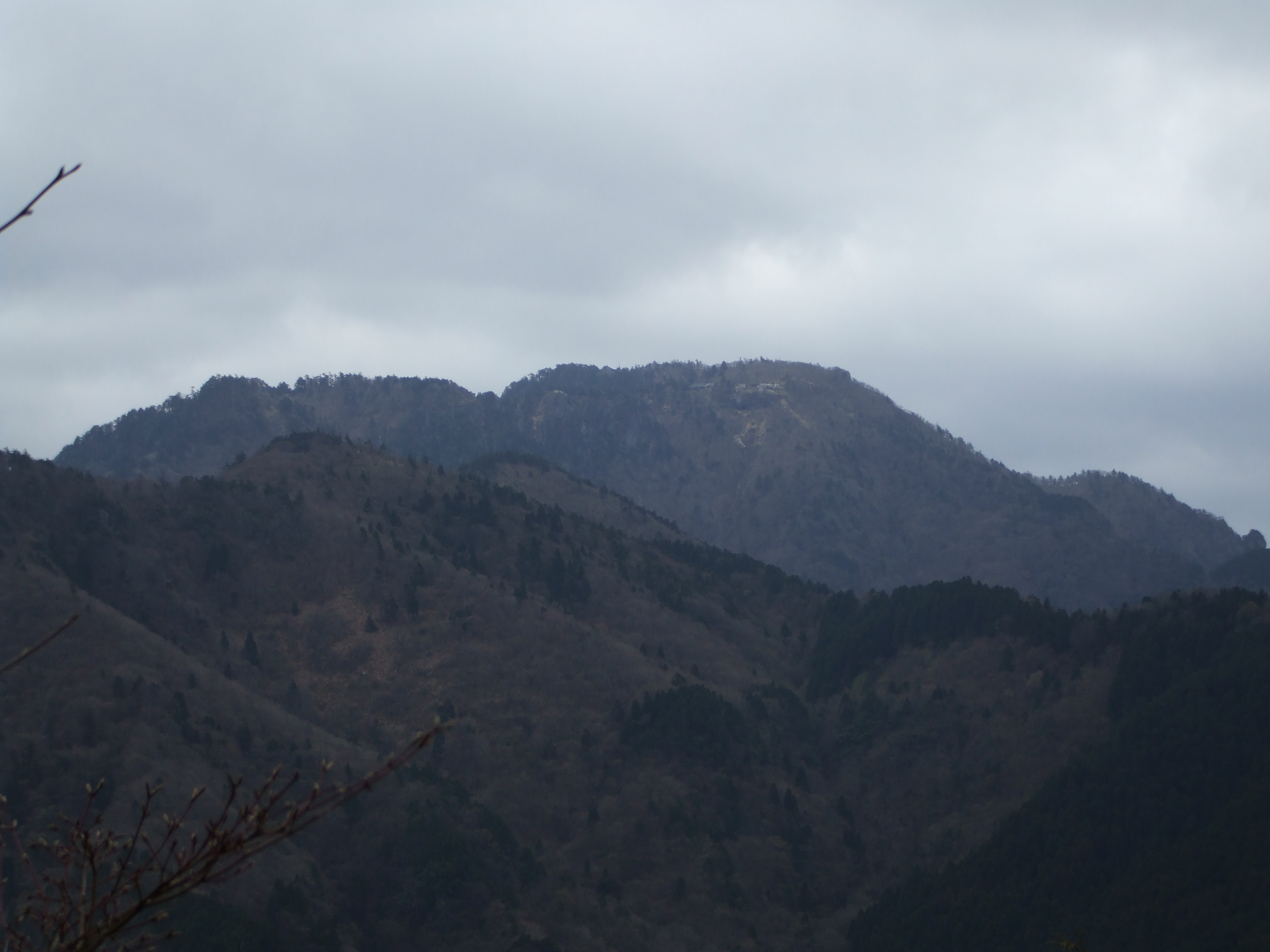
登山道から南東に山上ヶ岳を望む
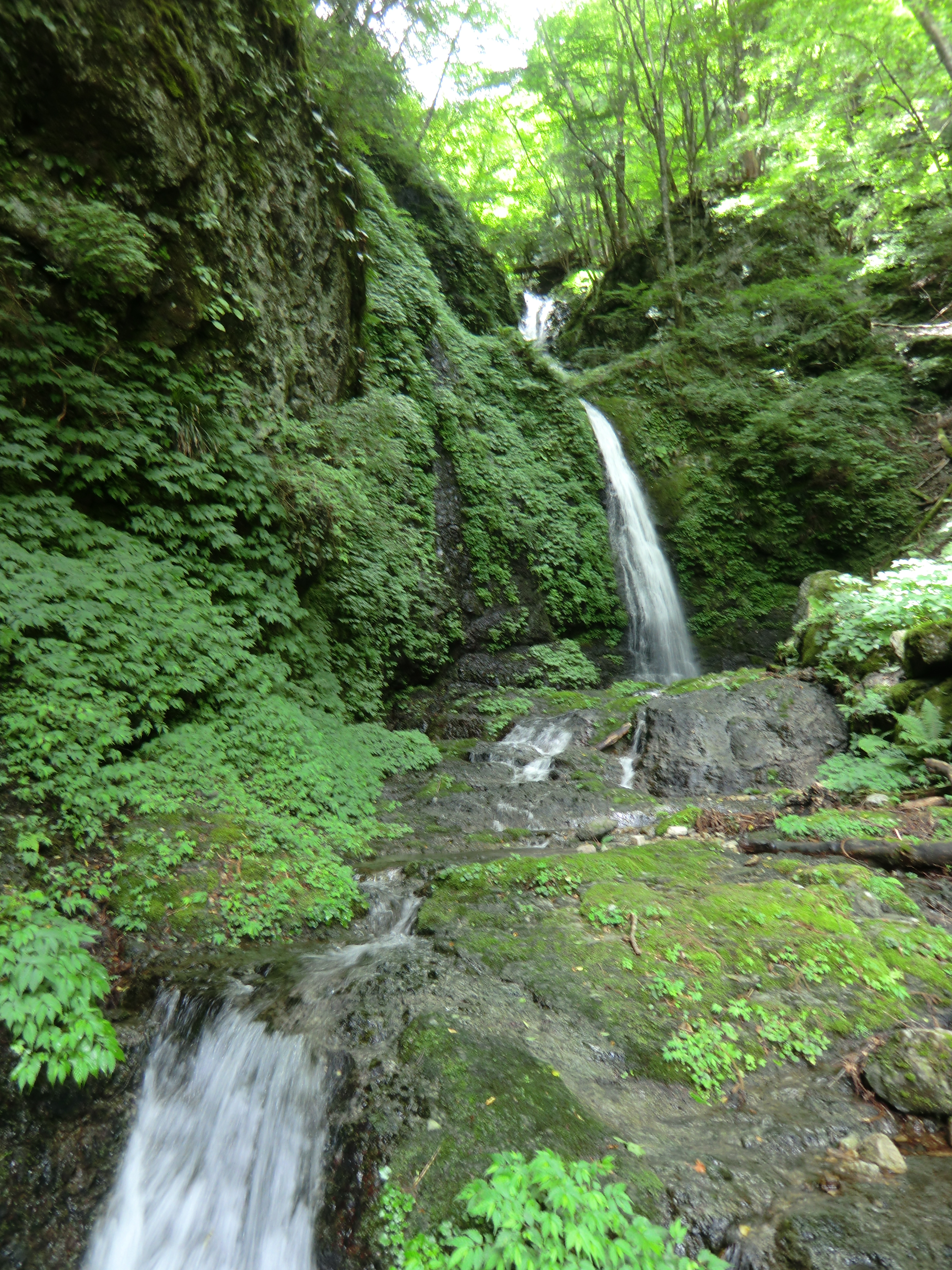
大天井滝 山体東の中腹にある